# 愛情配方
《爱情配方》，又译作《混亂的愛情食譜》是Exact公司出品
，講述颜值与厨艺并存的帅哥Boom因为失恋想要出国，好友Aon便背着他将房子卖给了三个女人，然后便拿着钱跑路。由于种种原因,Boom几次将三人赶出家门。但善良的Boom最终还是收留了他们。温柔和善的Louktarn；身材火辣，喜欢撩骚的Soda；泼辣蛮横的King。三个女人一台戏，她们将和Boom会发生什么奇妙的爱情故事

## 演员
- 素格力·威塞哥 (bie) 饰 Boom  － 大廚
- 婉娜拉·宋提查 (vill) 饰 Louktarn  － Boom的助理
- 澤綸婭·秀利隆坤澤坤 (Kaew) 饰 King － 節目製片人
- 苷蒂碴·楚瑪 (Ticha) 饰 Soda  － Louktarn和king的閨蜜
- 樸琶惹·帕達甘 (Hongyok) 饰 Ann（客串）
- 瑟璐查·皮布婁 (Yingying) 饰     （客串）
- 萍吉娜·澤倫拉   饰      （客串）

## 主题曲
- 片头曲：《尚未相遇的你》
- 片尾曲：《尚未相遇的你》